# Icona drama
Icona drama là một loài nhện trong họ Theridiidae.
Loài này thuộc chi Icona. Icona drama được Raymond Robert Forster miêu tả năm 1964.